# Głodowo (powiat słupski)
Głodowo (kaszb. Głodowò, niem. Gloddow) – mała osada w Polsce położona w województwie pomorskim, w powiecie słupskim, w gminie Damnica na Pobrzeżu Słowińskim. Wieś jest częścią składową sołectwa Damno.
W latach 1975–1998 miejscowość administracyjnie należała do województwa słupskiego.

## Nazwa
Nazwa, odnotowana po raz pierwszy w formie Gloddow w 1628, ma pochodzenie słowiańskie. Co do jej charakteru wyprowadzono następujące hipotezy etymologiczne:
- nazwa kulturowa, wywiedziona od nazwy pospolitej głód przy pomocy formantu -owo, sugerująca trudne warunki egzystencji lokalnej ludności[4],
- nazwa dzierżawcza, wywiedziona od nazwy osobowej Głód przy pomocy formantu -owo[4].

Niemiecka nazwa Gloddow jest adaptacją fonetyczną pierwotnej nazwy słowiańskiej.
Rada Języka Kaszubskiego proponuje kaszubską formę nazwy Głodowò.